# 霍格華茲：力量·政治與惡作劇幽靈
《霍格華茲：力量·政治與惡作劇幽靈》（英語：Short Stories from Hogwarts of Power, Politics and Pesky Poltergeists）是英國作家J·K·羅琳撰寫的短篇故事，內容與《哈利波特》的故事相關。2016年9月6日由Pottermore網站以電子書形式發布，亦被翻譯為包括法文在內的幾種語言。
Pottermore同時也發布了羅琳的另外兩本相關的電子書《霍格華茲不完全不靠譜指南》和《霍格華茲：勇氣·磨難與危險嗜好》。

## 內容
這本書的內容著墨於魔法世界裡較為黑暗的一面，包括巫師監獄阿茲卡班、魔法部、桃樂絲·恩不里居教授、奎若教授、霍格華茲裡愛搗蛋的皮皮鬼，以及赫瑞司·史拉轟教授早年與愛徒湯姆·瑞斗（後來的佛地魔）之間的關係等等。